# Tell Elkarame
Tell Elkarame (tiếng Ả Rập: تل الكرامة) là một ngôi làng Syria nằm ở Al-Dana Nahiyah ở huyện Harem, Idlib. Theo Cục Thống kê Trung ương Syria (CBS), Tell Elkarame có dân số 3785 trong cuộc điều tra dân số năm 2004.